# 31153 Enricaparri
31153 Enricaparri è un asteroide della fascia principale. Scoperto nel 1997, presenta un'orbita caratterizzata da un semiasse maggiore pari a 2,2897376 UA e da un'eccentricità di 0,1787448, inclinata di 6,05404° rispetto all'eclittica.